# Joseph Sauty
Joseph Jean-Baptiste Sauty, né le 25 novembre 1906 à Amettes et mort le 11 juillet 1970 à Méricourt, est un résistant et dirigeant syndical du XXe siècle en France.

## Biographie
Joseph Sauty est né Amettes, dans le Pas-de-Calais en 1906 dans une famille très croyante et dans un village qui a vu naître Benoît-Joseph Labre, un vagabond canonisé par l'Église. Le village a pour curé le chanoine Raux, un homme austère mais proche des mineurs et sensible à leurs revendications sociales. Joseph Sauty commence à travailler à la mine à 12 ans, comme ouvrier mineur à la fosse 7 de Marles.
Joseph Sauty s'installe à Méricourt et adhère comme son père, Antoine Sauty, à la CGT, alors le seul syndicat vraiment organisé, puis il se lie d'amitié avec un collègue, Jules Catoire, fondateur le 17 juin 1923 à Allouagne du tout nouveau "Syndicat libre des mineurs", qui se heurte aux pressions des houillères auprès de l'Evéché. Le "Syndicat libre des mineurs" se rattache dès 1924 à la Fédération Française des Syndicats Professionnels des Mineurs, animée par Henri Meck, qui a travaillé à l'implantation de la CFTC au sein des houillères de Lorraine puis est devenu secrétaire général de la Fédération CFTC des mineurs, qui sera rejoint par Louis Delaby. 
Le 27 septembre 1930, dans son village, il épouse Eugénie Dumetz.
En 1936, il veut sauver le syndicalisme chrétien et s'oppose à la CGT, qui veut faire disparaître la CFTC. La CGT tente même de l'empêcher de descendre au fond et décrète la grève lorsqu'il prend son poste. Joseph Sauty devient à son tour secrétaire général de la fédération des mines de la CFTC en 1937 et fait l’acquisition du siège du syndicat au 21, Rue Diderot à Lens. 
Il s'implique dans la résistance syndicale en participant à la survie clandestine de la CFTC, officiellement dissoute en novembre 1940, puis à la Grève des mineurs du Nord-Pas-de-Calais (1941). Aux côtés de ses amis Jules Catoire, Louis Delaby et Joseph Martin, il devient responsable de la diffusion des Cahiers du Témoignage chrétien pour le département du Pas-de-Calais
Puis il devient président de la fédération des mines de la CFTC en 1962. En 1963, il est l'un des organisateurs de la Grève des mineurs français de 1963, avec son collègue Jean Bornard, au cours de laquelle il est identifié par la presse et les radios comme le père de la grève.
La Grève des mineurs français de 1963 a fait chuter la production française de charbon à 24,7 millions de tonnes contre 27,1 millions de tonnes l'année précédente. Lorsque les représentants syndicaux sont reçus par le ministre de l'industrie Michel Maurice-Bokanowski, Joseph Sauty s'interroge sur la justification économique de l'utilisation du gaz de Lacq dans les centrales EDF au lieu des bas produits charbonniers qui forment les deux tiers des stocks.
Puis l'année suivante il refuse la déconfessionnalisation de la CFTC, avec environ 10 % des délégués qui ont voté contre. Il devient dans la foulée président de la CFTC "maintenue", puis son secrétaire général, avec pour adjoint son collègue mineur Jean Bornard qui lui succèdera en 1970.
Joseph Sauty est décédé de la silicose à Méricourt le 11 juillet 1970, à l'âge de 63 ans,. Sa seconde épouse est morte en 2001.